# Grand Prix de Fourmies
Il Grand Prix de Fourmies è una corsa in linea maschile di ciclismo su strada che si svolge con cadenza annuale nel territorio intorno alla città di Fourmies, in Francia. Dal 2020 è inclusa nel calendario UCI ProSeries come prova di classe 1.Pro.

## Storia
Il Grand Prix de Fourmies si svolse per la prima volta nel 1928, come corsa in linea, con la vittoria di Albert Barthélémy; nell'edizione del 1936 si tenne in due semitappe, mentre dal 1960 al 1962 e dal 1972 al 1973 fu organizzato come corsa di due tappe. Dal 1964 si svolge tra settembre e ottobre, sua tradizionale collocazione in calendario. A partire dal 2001 ha cambiato denominazione estendendo il proprio nome in Grand Prix de Fourmies - La Voix du Nord in quanto prova patrocinata dal quotidiano La Voix du Nord.
Dal 2005 al 2019 la gara ha fatto parte del circuito UCI Europe Tour come prova di classe 1.HC, mentre dal 2020 è inclusa nel calendario UCI ProSeries come prova di classe 1.Pro.

## Albo d'oro
Aggiornato all'edizione 2024.
| Anno    | Vincitore                             | Secondo                               | Terzo                                 |
| ------- | ------------------------------------- | ------------------------------------- | ------------------------------------- |
| 1928    | Albert Barthélémy                     | Achille Bauwens                       | Maurice Denamur                       |
| 1929    | Albert Barthélémy                     | Joseph Vanderhaegen                   | Rémi Decroix                          |
| 1930    | Albert Barthélémy                     | Rémy Verschaetse                      | Marcel Muffat                         |
| 1931    | André Vanderdonckt                    | Joseph Vanderhaegen                   | Albert Barthélémy                     |
| 1932    | Georges Christiaens                   | Albert Barthélémy                     | Gustave Beckaert                      |
| 1933    | François Mintkiewicz                  | Fernand Lemay                         | Camiel Vermassen                      |
| 1934    | Maurice Leleux                        | Marcel Duquenne                       | Emile Joly                            |
| 1935    | Éloi Meulenberg                       | Roger Debruycker                      | Robert Wierinckx                      |
| 1936    | Léon Lebon                            | Emile Bribosia                        | Odilon Mewis                          |
| 1937    | Gabriel Dubois                        | Albert Perikel                        | Paul Botquint                         |
| 1938    | Gabriel Dubois                        | André Denhez                          | Georges Hubatz                        |
| 1939    | Emile Laplanche                       | Wadislas Albrechlinsky                | Bruno Gaspérini                       |
| 1940    | non disputato                         | non disputato                         | non disputato                         |
| 1941    | Maurice De Muer                       | Marcel Delfosse                       | Louis Debruycker                      |
| 1942    | non disputato                         | non disputato                         | non disputato                         |
| 1943    | Camille Blanckaert                    | Jules Carion                          | Louis Deprez                          |
| 1944-45 | non disputato                         | non disputato                         | non disputato                         |
| 1946    | René Lafosse                          | Eloi Vantighem                        | Georges Blum                          |
| 1947    | Fernand Patté                         | Camille Blanckaert                    | Fernand Delvallée                     |
| 1948    | Georges Hubatz                        | Yvon Hayez                            | Edward Klabiński                      |
| 1949    | Eugène Dupuis                         | Francis Delepière                     | Yvon Hayez                            |
| 1950    | Edward Klabiński                      | Noel Malfait                          | Robert Sannier                        |
| 1951    | Francis Delepière                     | Cyriel Maes                           | Julien Conan                          |
| 1952    | Michel Vuylsteke                      | César Marcelak                        | Louis Deprez                          |
| 1953    | Gilbert Pertry                        | Gilbert Scodeller                     | Pierre Pardoen                        |
| 1954    | Serge Meneghetti                      | Stanislas Gnoinski                    | Hubert Colas                          |
| 1955    | Pierre Pardoen                        | Elio Gerussi                          | Paul Taedelman                        |
| 1956    | Elio Gerussi                          | Pierre Pardoen                        | Jean-Claude Annaert                   |
| 1957    | Jean Stablinski                       | Joseph Carrara                        | Georges Dufrasne                      |
| 1958    | Pierre Machiels                       | Jean Pasinetti                        | Jean Dacquay                          |
| 1959    | André Noyelle                         | Camille Le Menn                       | Albert Bouvet                         |
| 1960    | Michel Vermeulin                      | Maurice Munter                        | Raymond Poulidor                      |
| 1961    | Joseph Wasko                          | Édouard Delberghe                     | Camille Le Menn                       |
| 1962    | Guy Ignolin                           | Gérard Thiélin                        | Alfons Hellemans                      |
| 1963    | Benoni Beheyt                         | Norbert Coreelman                     | Jean-Pierre Van Haverbeke             |
| 1964    | Frans Melckenbeeck                    | Louis Troonbeeckx                     | Jo de Roo                             |
| 1965    | Georges Vanconingsloo                 | Willy Bocklant                        | Roger Swerts                          |
| 1966    | non disputato                         | non disputato                         | non disputato                         |
| 1967    | Willy Van Neste                       | Jos Huysmans                          | Willy Monty                           |
| 1968    | Gerben Karstens                       | Willy Bocklant                        | Roger Rosiers                         |
| 1969    | Ronald De Witte                       | Jan Krekels                           | Harry Steevens                        |
| 1970    | Noël Vantyghem                        | Leif Mortensen                        | Frans Verbeeck                        |
| 1971    | Barry Hoban                           | Herman Beysens                        | Gilbert Bellone                       |
| 1972    | René Pijnen                           | Leif Mortensen                        | Noël Vantyghem                        |
| 1973    | Eddy Merckx                           | Joop Zoetemelk                        | Joseph Bruyère                        |
| 1974    | Willy Teirlinck                       | Christian De Buysschere               | Georges Talbourdet                    |
| 1975    | Dietrich Thurau                       | Ludo Peeters                          | Walter Planckaert                     |
| 1976    | Jean-Luc Vandenbroucke                | Dietrich Thurau                       | Patrick Béon                          |
| 1977    | Jean-Luc Vandenbroucke                | Raphaël Constant                      | André Chalmel                         |
| 1978    | Yves Hézard                           | Daniel Gisiger                        | Jean Chassang                         |
| 1979    | Jean-Luc Vandenbroucke                | Etienne Van Der Helst                 | Jean-René Bernaudeau                  |
| 1980    | Jacques Bossis                        | Gery Verlinden                        | Etienne Van Der Helst                 |
| 1981    | Jozef Lieckens                        | Régis Clère                           | Francis Castaing                      |
| 1982    | Rudy Matthijs                         | Paul Haghedooren                      | Jan Wijnants                          |
| 1983    | Gilbert Duclos-Lassalle               | Kim Andersen                          | Ferdi Van Den Haute                   |
| 1984    | Ferdi Van Den Haute                   | Pierre Bazzo                          | Laurent Fignon                        |
| 1985    | Jean Habets                           | Leo van Vliet                         | Gilbert Duclos-Lassalle               |
| 1986    | Jozef Lieckens                        | Gert-Jan Theunisse                    | Jean-Marie Wampers                    |
| 1987    | Adrie van der Poel                    | Jozef Lieckens                        | Eric Van Lancker                      |
| 1988    | Edwin Bafcop                          | Sean Kelly                            | Dirk Demol                            |
| 1989    | Martial Gayant                        | Jean-François Brasseur                | Hendrik Redant                        |
| 1990    | Frans Maassen                         | Søren Lilholt                         | Mauro Gianetti                        |
| 1991    | Vincent Lacressonière                 | Jean-Claude Colotti                   | Nico Verhoeven                        |
| 1992    | Olaf Ludwig                           | Stéphane Hennebert                    | Mauro Gianetti                        |
| 1993    | Maximilian Sciandri                   | Dmitrij Ždanov                        | Laurent Madouas                       |
| 1994    | Andrea Tafi                           | Gianluca Bortolami                    | Gianluca Gorini                       |
| 1995    | Maximilian Sciandri                   | Frank Vandenbroucke                   | Rolf Sørensen                         |
| 1996    | Michele Bartoli                       | Frank Vandenbroucke                   | Claudio Chiappucci                    |
| 1997    | Andrea Tafi                           | Gianluca Bortolami                    | Michele Bartoli                       |
| 1998    | Luca Mazzanti                         | Anthony Langella                      | Oscar Pellicioli                      |
| 1999    | Dmitrij Konyšev                       | Maximilian Sciandri                   | Dave Bruylandts                       |
| 2000    | Andrej Hauptman                       | Andrea Ferrigato                      | Bo Hamburger                          |
| 2001    | Scott Sunderland                      | Fred Rodriguez                        | Jens Voigt                            |
| 2002    | Gianluca Bortolami                    | Laurent Jalabert                      | Cédric Vasseur                        |
| 2003    | Baden Cooke                           | Daniele Nardello                      | Fabian Wegmann                        |
| 2004    | Andrej Kašečkin                       | Dmitrij Fofonov                       | Thor Hushovd                          |
| 2005    | Robbie McEwen                         | Stefan van Dijk                       | Jean-Patrick Nazon                    |
| 2006    | Philippe Gilbert                      | Adrián Palomares                      | Michael Albasini                      |
| 2007    | Peter Velits                          | Daniele Nardello                      | Baden Cooke                           |
| 2008    | Giovanni Visconti                     | Stéphane Goubert                      | Fabio Sacchi                          |
| 2009    | Romain Feillu                         | Manuel Belletti                       | Jaŭhen Hutarovič                      |
| 2010    | Romain Feillu                         | Davide Appollonio                     | Kenny Dehaes                          |
| 2011    | Guillaume Blot                        | Alexander Kristoff                    | Stefan van Dijk                       |
| 2012    | Lars Bak                              | Alexander Kristoff                    | Marcel Kittel                         |
| 2013    | Nacer Bouhanni                        | André Greipel                         | Bryan Coquard                         |
| 2014    | Jonas Van Genechten                   | Tom Van Asbroeck                      | Elia Viviani                          |
| 2015    | Fabio Felline                         | Tom Boonen                            | Nacer Bouhanni                        |
| 2016    | Marcel Kittel                         | Nacer Bouhanni                        | Bryan Coquard                         |
| 2017    | Nacer Bouhanni                        | Marc Sarreau                          | Rüdiger Selig                         |
| 2018    | Pascal Ackermann                      | Arnaud Démare                         | Álvaro Hodeg                          |
| 2019    | Pascal Ackermann                      | Jasper Philipsen                      | Boy van Poppel                        |
| 2020    | annullato per la Pandemia di COVID-19 | annullato per la Pandemia di COVID-19 | annullato per la Pandemia di COVID-19 |
| 2021    | Elia Viviani                          | Pascal Ackermann                      | Fernando Gaviria                      |
| 2022    | Caleb Ewan                            | Dylan Groenewegen                     | Amaury Capiot                         |
| 2023    | Tim Merlier                           | Gerben Thijssen                       | Matteo Moschetti                      |
| 2024    | Arvid de Kleijn                       | Gerben Thijssen                       | Søren Wærenskjold                     |